# Pedro Polo Borreguero
Pedro Polo Borreguero (1897- 8 de desembre de 1972) fou un policia espanyol que va destacar en la repressió de la resistència anarcosindicalista contra el franquisme.
Va ingressar al cos de policia el 24 de juny de 1921, durant la dictadura de Primo de Rivera. Durant la Segona República Espanyola fou destinat a Barcelona, on va treballar sota les ordres del Comissari d'Ordre Públic de la Generalitat de Catalunya Miquel Badia i Capell, pel qual sembla que sentia força admiració i de qui va aprendre tècniques de delació, espionatge i tortura.
Després del fracàs del cop d'estat del 18 de juliol de 1936, se sentí amenaçat pels pistolers de la FAI (que uns mesos abans havien assassinat Miquel Badia) i uns mesos més tard va fugir a Perpinyà, on va treballar per al Servei d'Informació del Nord-est d'Espanya (SIFNE) del general Francisco Franco.
Un cop acabada la guerra va retornar a Barcelona i recuperà la seva feina a la Prefectura Superior de la Policia Nacional, ara al servei de la temible Brigada Político-Social de la que en fou inspector cap Eduardo Quintela Bóveda. Alhora va apropiar-se com a residència "Villa Carmen", al carrer de l'Escornalbou, que havia estat la casa familiar de Frederica Montseny.
La Brigada Político-Social va haver de ser reforçada el 1946 per una altra unitat, la de Serveis Especials, que dirigiria Pedro Polo Borreguero com a sotscap de la Brigada Político-Social amb rang de comissari. Polo Borreguero va ordenar pallisses, tortures i execucions des de la tristament coneguda comissaria de Via Laietana fins a deixar el càrrec quan passà a la reserva activa el 1955. Abans, però, el 1952 va rebre de mans del Director General de Seguretat, el general Hierro, la medalla al mèrit policial. Fou substituït en el seu càrrec pel també tristament cèlebre Antonio Juan Creix. El 1955 fou nomenat cap del Gabinet d'Informació del Governador Civil de Barcelona, càrrec que va exercir fins a la seva mort el 1972.
Era ben conegut dels represaliats anarquistes i comunistes de l'època per la manera com els tractà. Era un policia baixet i pulcre que no parava de fumar i que tenia fama de ser un repressor implacable. Entre els seus "aconseguiments" va estar l'arrest el 1941 del pistoler anarquista Justo Bueno Pérez, assassí de Miquel Badia i Capell., el de Joan Cornudella i Barberà i el seu grup el novembre de 1943, Numen Mestre Ferrando, cap de les JSUC i dirigent de l'Agrupació Guerrillera de Catalunya, i el gener de 1950 va desarticular el grup Los Maños en una acció que acabà amb la mort del seu cap Wenceslao Jiménez Orive, gràcies a la delació del seu infiltrat Aniceto Pardillo Manzanero.